# Godstransport
Godstransport er generelt at flytte gods fra punkt A til punkt B, modsat rejser der betyder at flytte personer fra punkt A til punkt B.

## Godstyper
Gods kan deles op i 2 typer efter vægt og rumfang:
1. Letgods, der betyder gods mellem 100 kg og 1000 kg, der er let håndterligt og ikke over 5 kubikmeter i rumfang, og
2. sværgods, der er alt gods, der ikke er letgods.

Endvidere kan gods opdeles efter fragtform i:
1. Stykgods,
2. Containergods.
3. Styrtegods som er kendetegnet ved at det transporteres uden emballage, Underopdeles i:
  1. Flydende bulk som er olie, petrokemiske produkter, kemikalier og lignende &
  2. (Tør)bulk som er sten, sand, grus, asfalt, cement, skærver, skrot, sømaterialer

## Fragtmænd
De fleste fragtmænd (Post Danmark og Danske fragtmænd), transporterer kun letgods, da langt hovedparten af godsforsendelser her i landet hører til denne kategori.
De få mennesker, der skal have transporteret sværgods eller letgods til udlandet, kontakter oftest en speditør eller vognmand, med hvem der bliver lavet en kontrakt på præcis dén kørsel med dét gods, enten en enkelt eller flere gange.

## Vejtransport
Hvis man skal transportere gods, der går ud over de størrelsesmål på motorkøretøjer, der står beskrevet i færdselsloven (12 meter lang, 4 meter høj og 2,55 meter bred (2,60 meter med kølekasse)), skal man have tilladelse fra politiet, og det skal køres på en blokvogn, der er synet af Statens Bilinspektion til formålet.
En såkaldt blokvognstilladelse kan være permanent, men den skal fornyes hvert år, eller specielt givet til en opgave, og der kan være beskrevet en bestemt rute, blokvognen skal følge.
Det kræver ikke speciel tilladelse at køre med en blokvogn uden last.